# Катуальда
Катуальда (лат. Catualda; жил в I веке до н. э.) — благородный маркоман, изгнанный царём Марободом. В 18 году свергнул Маробода, заняв его престол.

## История
Катуальда упоминается в «Анналах» древнеримского историка Тацита. После битвы в Тевтобургском лесу Друз пытался разделять и властвовать над племенами, занимающими обширную область владений маркоманнского вождя Маробода. Друз, в частности, установил отношения с Катуальдой, маркоманнским юношей благородного происхождения, живущим в изгнании среди готов. После ослабления Маробода и вторжения Арминия в Богемию Катуальда вернулся с сильным отрядом в 18 или 19 году до нашей эры, подкупил знать, вошёл во дворец и сверг Маробода. Однако вскоре Катуальда был повержен превосходящими силами Вибилия из гермундуров и, как и Маробод, стал искать убежища в Римской Империи. Он был поселён в Форуме Юлия (современный Фрежюс) в Нарбонской Галлии. Маркоманнами стал править квадский король Ванний, который впоследствии также был свергнут Вибилием при поддержке собственных племянников.